# Фабрика грёз (фильм, 1997)
«Фабрика грёз» (кит. упр. 甲方乙方, пиньинь Jia fang yi fang буквально: «Party A, Party B») — китайский комедийный художественный фильм, снятый режиссёром Фэн Сяоганом в 1997 году на Пекинской киностудии по роману Ван Шо «Ты не обычный человек».
Это дебютная комедия Фэн Сяогана.
Премьера фильма состоялась 20 декабря 1997 года.

## Сюжет
Четверо молодых предприимчивых пекинцев, открыли бизнес «Фабрика грёз», цель которого состоит в том, чтобы помочь клиентам реализовать свои мечты и позволить им воплотить мечту в реальность, при этом самим развлечься и заработать немного денег. За небольшую плату они выдают себя за любого персонажа по желанию клиентов. В ходе предоставления новой услуги четвёрка сталкивается с совершенно разными людьми, находя способы действительно помочь им поднять моральный дух и преодолеть свои страхи…

## В ролях
- Гэ Ю — Яо Юань
- Лю Вэй — Чжоу Бэйя
- Хэ Бин — Лянцзы
- Фэн Сяоган - Цянь Кан
- Ин Да — Ба Ду

## Награды
- 1998 — Премия за лучшую женскую роль на 21-м конкурсе популярных фильмов КНР — Лю Вэй

При бюджете в 6 млн юаней кассовый сбор составил 30 млн юаней, из которых 11,5 млн в Пекине.